# Erstfeld
Erstfeld je obec ve švýcarském kantonu Uri. Leží přibližně 7 kilometrů jižně od hlavního města kantonu, Altdorfu, v údolí Reusstal na řece Reuss, v nadmořské výšce 475 metrů. Žije zde přibližně 3 800 obyvatel.

## Geografie

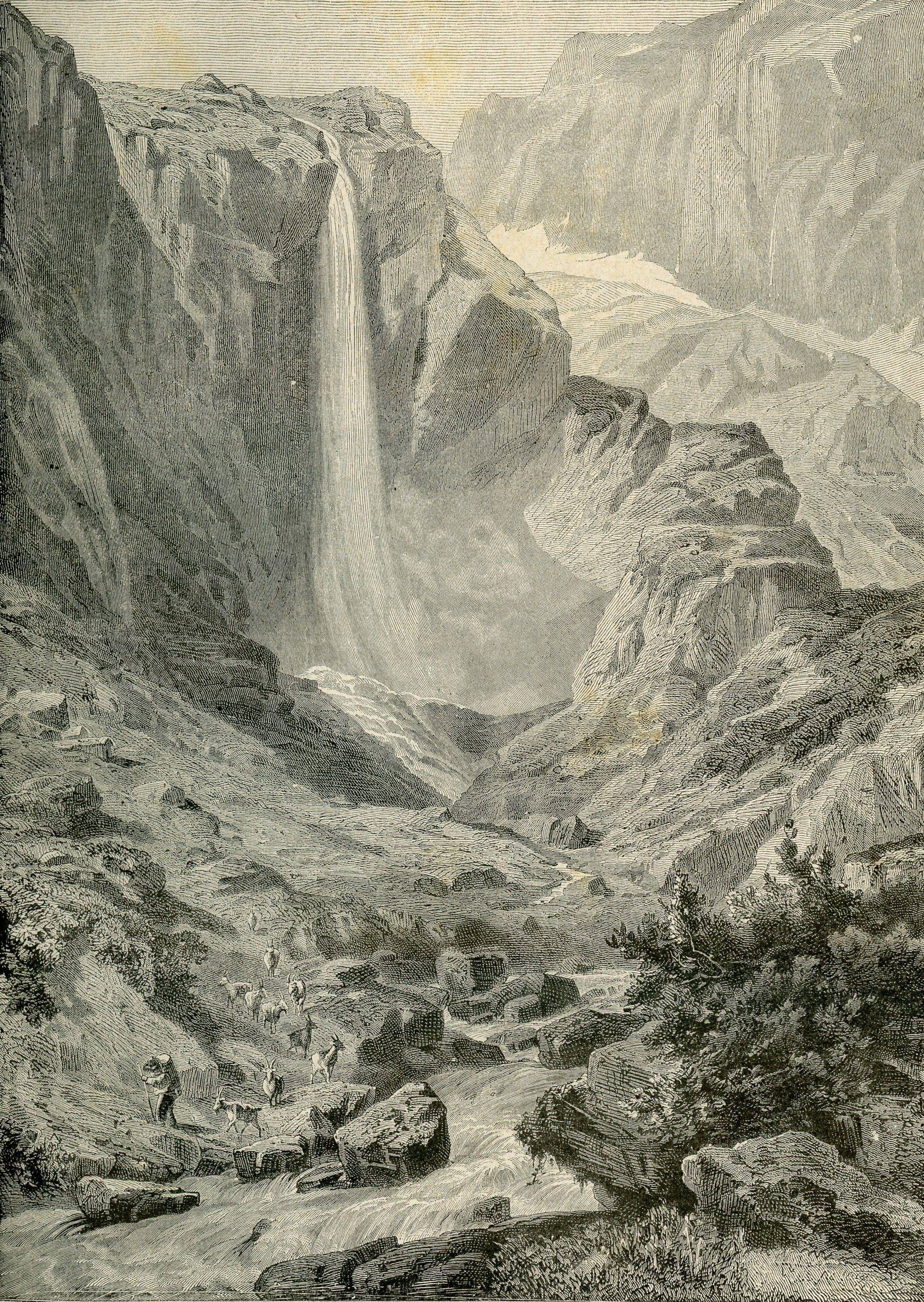
Údolí nedaleko Erstfeldu (ilustrace z roku 1885)

Stará část obce se nachází na levé straně řeky Reuss při vstupu do údolí Erstfeldertal, které je ohraničeno ledovcem Schlossberggletscher (Glattenfirn).
Západní hranice obce sahá až ke konci údolí Erstfeld ke dvěma vrcholům Spannort (Kleiner Spannort 3140 m n. m. a Grosser Spannort 3198 m n. m.). Většinu území obce tvoří údolí Erstfeld a okolní pohoří. Jedná se také o údolí Urner Reuss, kterým protéká řeka Alpbach. V tomto údolí však žije jen velmi malá část obyvatel. Centrální obec Erstfeld leží v údolí Reuss. Osady na levém břehu řeky jsou Taubach, Niderhofen, Leitschach a Seewadi. Na jejím pravém břehu leží samotný Erstfeld a další místní části jako Bitzi, Rüti a Lussi.
Pouze 167 ha, tj. 2,8 % rozlohy obce, tvoří osídlená plocha. Z toho 69 ha tvoří budovy, 18 ha průmyslové plochy a 72 ha dopravní plochy. Rozsáhlejší je zemědělská plocha s 694 ha, což představuje podíl 11,7 %. Jedná se o rozsáhlé alpské oblasti v údolí Erstfeld a na západních svazích Bälmeten (2414 m n. m.) a Schwarz Grat (2018 m n. m.). Rozkládají se na ploše 373 ha. Kromě toho je zde 311 ha luk a orné půdy. Kromě toho je 1730 ha, tj. 29,2 %, pokryto lesy a lesními porosty. Neproduktivní půda zaujímá většinu území obce, přesněji 3329 ha, tj. 56,2 %. Jedná se téměř výhradně o vysokohorské oblasti v podobě hor, ledovců a dalších oblastí bez vegetace.
Erstfeld sousedí na západě a severu s Attinghausenem, na severu se Schattdorfem, na východě se Silenenem a na jihu s Gurtnellenem a Wassenem.

## Historie

Erstfeld a Reusstal (letecký snímek, 1931)

První důkazy přítomnosti člověka na půdě Erstfeldu jsou staré téměř 3000 let. Před několika staletími byl poblíž kaple Jagdmatt nalezen dokonale zachovalý nůž z doby bronzové. Erstfeld se dostal na titulní stránky světových novin v roce 1962, kdy dva italští gastarbeiteři objevili u východu z Lochertalu Erstfeldský zlatý poklad, skládající se z většího počtu zlatých předmětů.
První zmínka o obci je z roku 1258 pod názvem Ourzcvelt.
Staré centrum osady Erstfeld leží na levém břehu řeky Reuss, kudy původně vedla Gotthardská cesta. Od 13. století tudy denně projížděli místní mezci a koně s těžce naloženými povozy. Erstfeld však v této době nikdy nebyl považován za důležitou zastávku. To se změnilo až v roce 1882, kdy byla otevřena Gotthardská dráha. Z bezvýznamné zemědělské obce se téměř přes noc stala důležitá železniční zastávka a následně i významná železniční křižovatka.
Od počátku 20. století je tak pro obec charakteristickáé rozsáhlá spleť kolejí a tratí a velké železniční budovy. Železnice velmi rychle přilákala mnoho dělníků odjinud, což vedlo k rychlému rozvoji obce a stavebnímu boomu.

## Obyvatelstvo

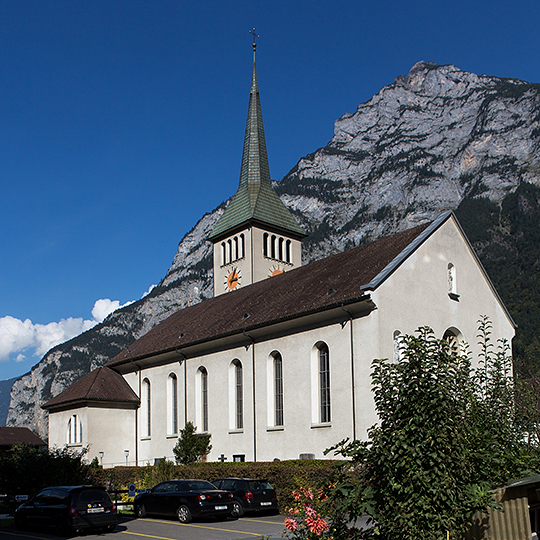
Farní kostel v Erstfeldu

### Vývoj populace
Kolem poloviny 18. století dosáhl počet obyvatel 614. Ve druhé polovině 18. století rostl počet obyvatel jen pomalu (1743–1799: +14 %). V následujících 51 letech (1799–1850: +30,9 %) se tento růst ještě zintenzivnil. Erstfeld se nacházel na trase přes Gotthard. To vedlo k dalšímu nárůstu počtu obyvatel až do roku 1880 (1850–1880: +29,3 %). Otevření Gotthardské dráhy v roce 1882 a výstavba železničního depa v obci vedly k populační explozi až do roku 1910 (1880–1910: +166 %). Ve 20. letech 20. století došlo k mírnému poklesu počtu obyvatel, po němž následovalo další období růstu (1930–1970: +44,7 %). Celkově se počet obyvatel za 120 let od roku 1850 do roku 1970 zvýšil téměř pětkrát (+3600 osob, tj. +393 %). Od roku 1970, kdy dosáhl svého vrcholu, došlo k výraznému poklesu počtu obyvatel. Za posledních 35 let ztratil Erstfeld 738 obyvatel, tj. 16,3 %. Jedním z důležitých důvodů je snížení počtu pracovních míst na železnici, což mělo velký dopad na tuto typicky železniční obec.
| Rok            | 1743 | 1799 | 1850 | 1880 | 1888 | 1900 | 1910 | 1920 | 1930 | 1970 | 1980 | 2000 | 2005 | 2010 | 2013 |
| Počet obyvatel | 614  | 700  | 916  | 1184 | 1748 | 2416 | 3149 | 3263 | 3122 | 4516 | 4158 | 3933 | 3869 | 3795 | 3879 |

### Jazyky
Téměř všichni obyvatelé mluví německy jako každodenním hovorovým jazykem, avšak hornoalemanským dialektem. Při posledním sčítání lidu v roce 2000 uvedlo 88,74 % obyvatel jako svůj hlavní jazyk němčinu, 3,74 % srbochorvatštinu a 2,39 % italštinu.

### Národnostní složení
Z 3778 obyvatel na konci roku 2005 bylo 3309 (87,59 %) švýcarských státních příslušníků. Většina z 12,41 % přistěhovalců pochází z jižní Evropy (Itálie a Portugalska), Turecka, bývalé Jugoslávie (Srbsko, Černá Hora, Chorvatsko a Bosna a Hercegovina) a Srí Lanky. Při předchozím sčítání lidu v roce 2000 mělo švýcarské občanství 3451 osob (87,74 %), z toho 66 osob mělo dvojí občanství.

## Hospodářství

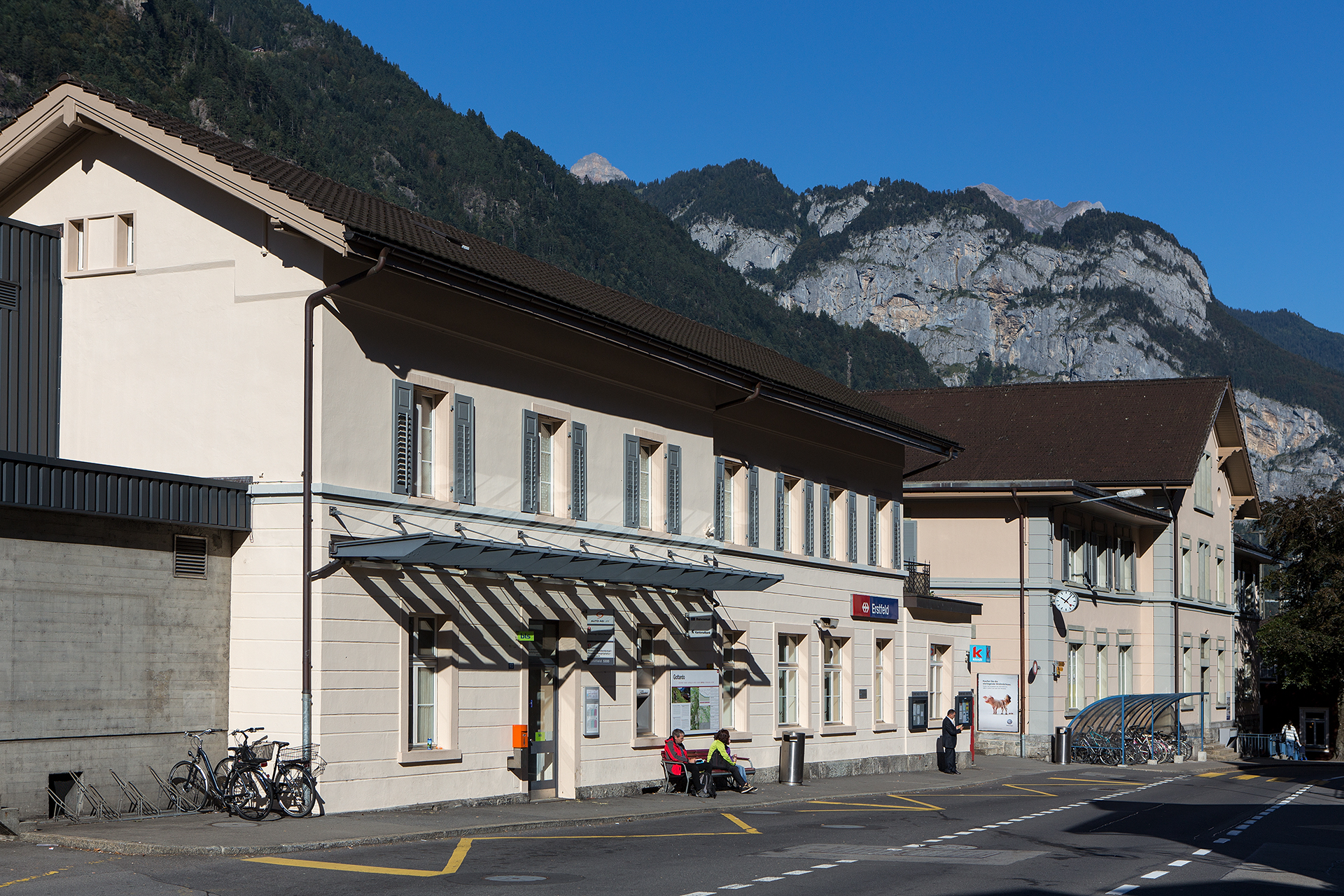
Železniční stanice Erstfeld

Nejdůležitějším zaměstnavatelem v obci je stále železnice. V roce 2005 zde bylo také 47 zemědělských a lesnických podniků, které nabízely 119 pracovních míst. Průmysl a obchod zaměstnával 643 osob na 38 pracovištích a sektor služeb 870 osob v 86 provozovnách (zaměstnanost přepočtená na plný úvazek). Při sčítání lidu v roce 2000 bylo zjištěno 57 zemědělských a lesnických podniků se 194 zaměstnanci. Při sčítání lidu v roce 2001 bylo zjištěno 41 průmyslových a obchodních podniků s 624 zaměstnanci a 101 podniků služeb s 917 zaměstnanci. Z 1739 zaměstnaných osob v Erstfeldu v roce 2000 jich 746 (42,90 %) pracovalo ve své obci. Celkem obec nabídla práci 1507 osobám, z nichž polovinu, 746 (49,50 %), tvořili místní obyvatelé.

## Doprava

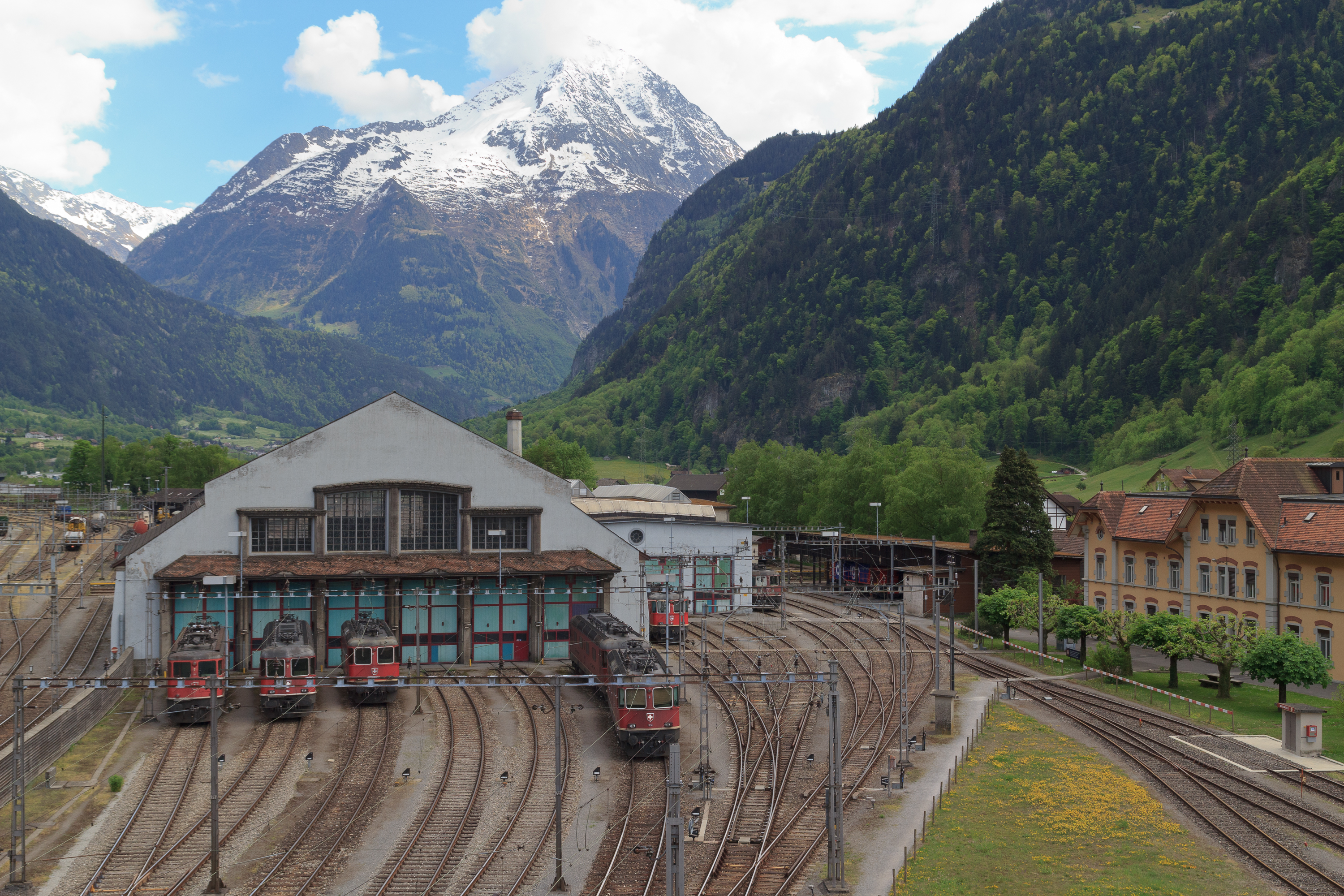
Lokomotivní depo v Erstfeldu

Po otevření Gotthardské dráhy v roce 1882 se stanice Erstfeld stala důležitým železničním místem pro výměnu lokomotiv a odstavení postrkových lokomotiv pro těžké vlaky na stoupajícím úseku Gotthardské dráhy, tzv. severní rampě až k portálu Gotthardského tunelu v Göschenenu.
Erstfeldské depo je atrakcí pro milovníky železnice. Dlouho zde byla vystavena historická gotthardská lokomotiva typu Ce 6/8II (tzv. krokodýl). Sídlí zde také Nadace historického dědictví SBB (sbb-historic). V depu je vystaveno několik historických lokomotiv, včetně SBB Ae 6/6 č. 11402, která je druhým sériovým modelem této významné řady horských elektrických lokomotiv.
V rámci rozsáhlého evropského projektu Nové železniční spojení přes Alpy (NEAT) spojuje Gotthardský úpatní tunel o délce 57 kilometrů od roku 2016 kvazihorizontálně přes hory přímo Erstfeld s Bodiem u obce Biasca v kantonu Ticino. Starou trať, ve své době špičkový technický výkon 19. století, tak již většina vlaků nemusí zdolávat a jsou vedeny tunelem. Původní trať však stále využívají regionální osobní vlaky, obsluhující obce v údolí Reusstal.